# Lotrič
Lotrič je priimek več znanih Slovencev:

## Znani nosilci priimka
- Alojz Lotrič (*1935), rezbar bohinjskih pip
- Barbara Lotrič (r. Vodnik) (*1971), zborovodkinja
- Boris Lotrič (*1976), hokejist
- Božidar Lotrič (*1949), pozavnist
- Bronislava Lotrič-Pentek (1921 - 2006), ginekologinja, porodničarka
- Flora Ema Lotrič (*1995), pevka
- Hine Lotrič (1923 - 1983), diplomat
- Ivan Lotrič, RTV napovedovalec (spiker)
- Janez Lotrič (*1953), tenorist, operni in koncertni pevec
- Janez Lotrič (*1955), gospodarstvenik, menedžer
- Katarina Lotrič, pianistka, klavirska pedagoginja
- Lenard Lotrič (1882 - 1941), pravnik in publicist
- Marko Lotrič (*1963), podjetnik-meroslovje in politik (predsednik Državnega sveta 2022-)
- Matej Lotrič (1840 - 1864), duhovnik in pesnik
- Miha Lotrič (1937 - 2023), pesnik, literat; avtodomar
- Mitja Lotrič (*1994), nogometaš
- Neva Lotrič (1916 - ?), stomatologinja (Beograd)
- Rajko Lotrič (*1962), smučarski skakalec
- Tilen Lotrič, pevec
- Uroš Lotrič, fizik, informatik, prof. FRI